# リアウ諸島
リアウ諸島（インドネシア語：Kepulauan Riau）はインドネシアにある諸島。スマトラ島東方にあり、シンガポール南方に位置する。大まかな位置は東経104度から105度、北緯1度から0度。リアウ諸島州に属している。主な島は東部にあるビンタン島のほか、バタム島、レンパン島、ガラン島、ブラン島など。最も大きな町はタンジュンピナンであり、ビンタン島に位置する。
シンガポール海峡に面する諸島でもあり、周辺海域は通航船舶量が多い。また、シンガポールからの経済進出により、工場の設置やリゾート地の開発がすすめられている。

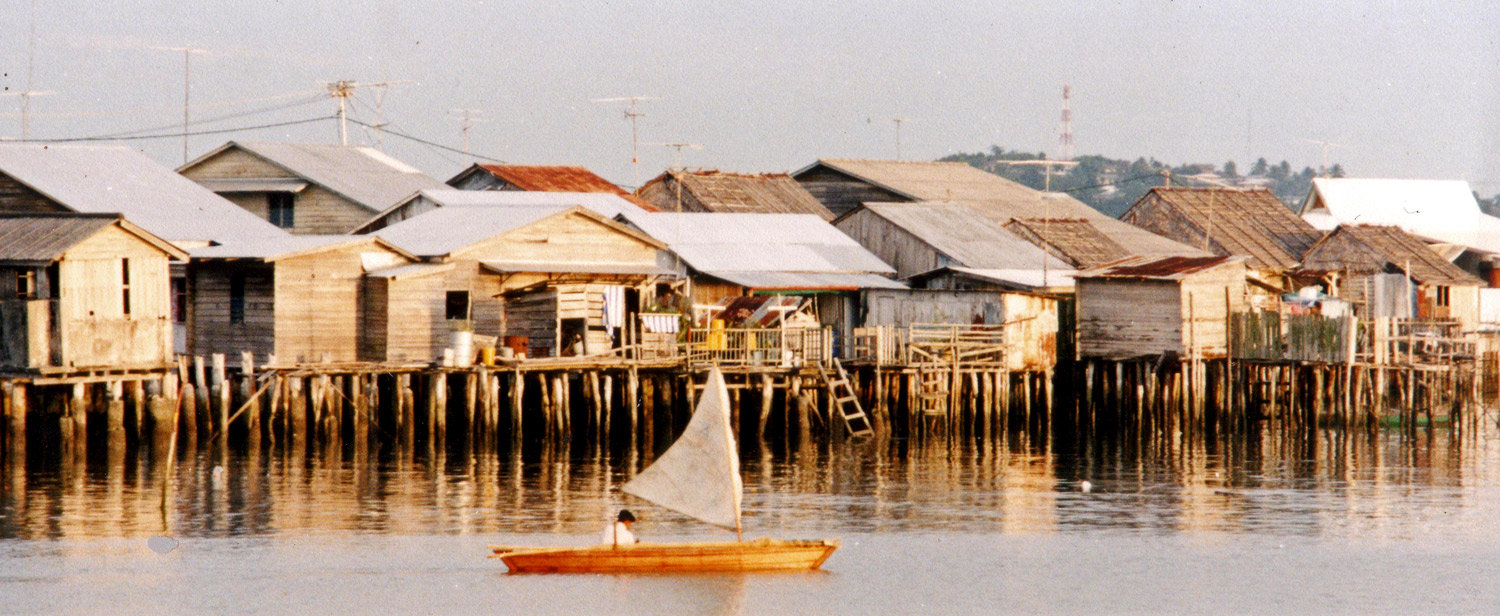
リアウ諸島のマレー式水上集落